# Roter Stern

Roter Stern

Der fünfzackige rote Stern wird oft als Symbol für die sozialistische bzw. kommunistische Weltanschauung wahrgenommen. Er solle den Menschen metaphorisch den Weg in die klassenlose Gesellschaft leuchten, wird aber auch als ein internationalistisches Symbol in der Arbeiterbewegung gedeutet, wobei die fünf Zacken für die fünf zivilisierten Kontinente stehen.
Wird er in staatlichen Symbolen verwendet, soll damit oft auf eine Form von Sozialismus bzw. Kommunismus verwiesen werden; dies ist allerdings nicht immer der Fall, vgl. z. B. die Flagge Kaliforniens.

## Verwendung in Wappen und auf Flaggen
Rote Sterne befinden sich auf den Flaggen von Panama, Neuseeland, Kalifornien etc. Außerdem ist und war der rote Stern häufig auf Flaggen und Wappen von sozialistischen Staaten zu sehen. Er ist dabei jedoch nicht in allen Fällen rot. So verwenden etwa die Flaggen von China, Angola, Mosambik und Vietnam einen gelben Stern auf rotem Hintergrund, die allerdings dieselbe Bedeutung wie der rote Stern haben. Die Verbindung des Sterns mit dem Symbol Hammer und Sichel (womit die Partnerschaft der Arbeiterklasse mit der Bauernschaft ausgedrückt werden soll) ist seit den Bolschewiki als Symbol für den Arbeiter-und-Bauern-Staat beziehungsweise die Diktatur des Proletariats nicht unüblich.
In der Heraldik gehört der rote Stern zu den gemeinen Figuren. Er ist eine verbreitete Sonderform der Wappenfigur Stern.

## Weitere Verwendung

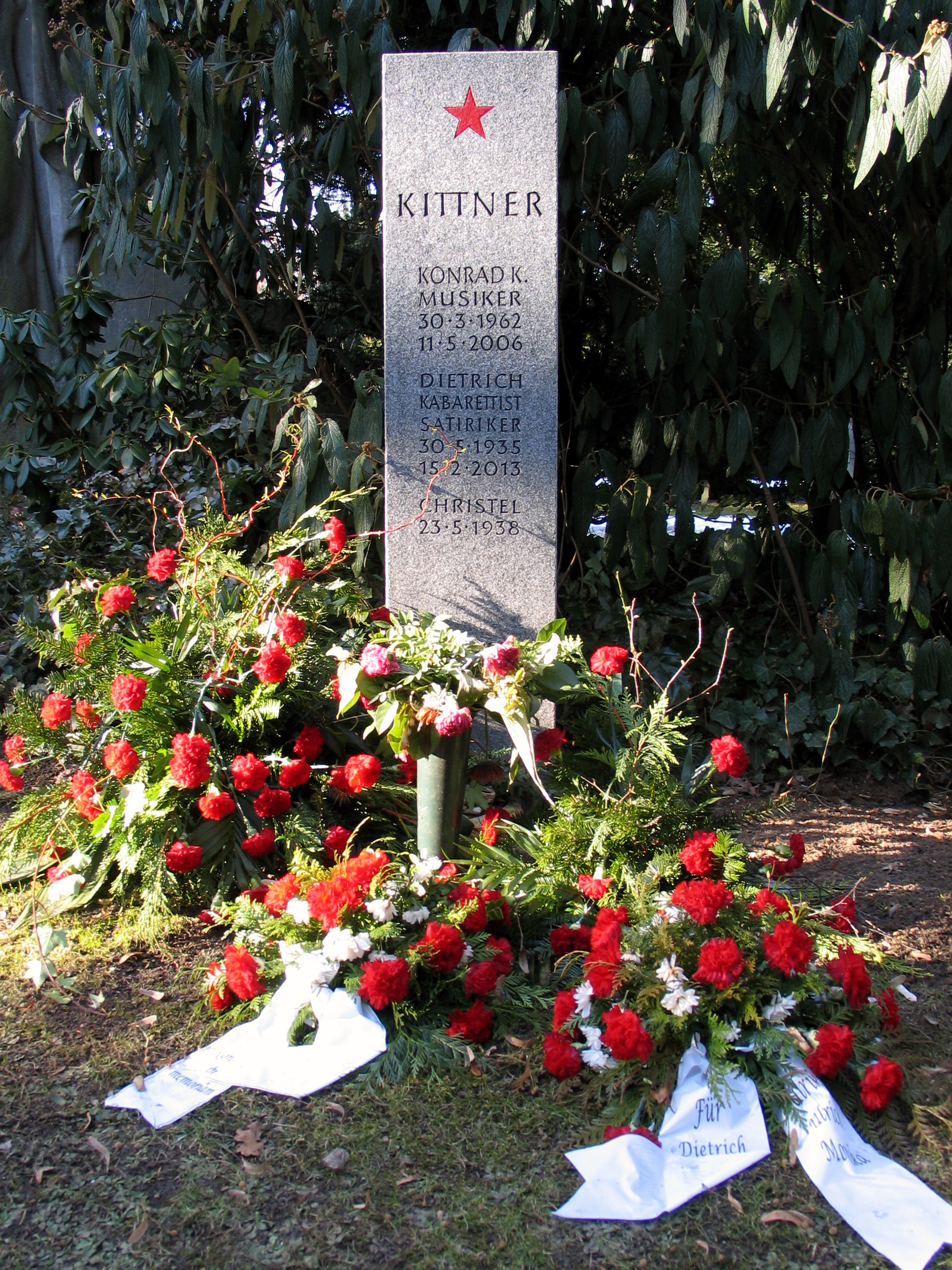
Der rote Stern auf dem Grabstein der Familie des Kabarettisten Dietrich Kittner und des Punkrockers Konrad Kittner auf dem Stadtfriedhof Engesohde in Hannover

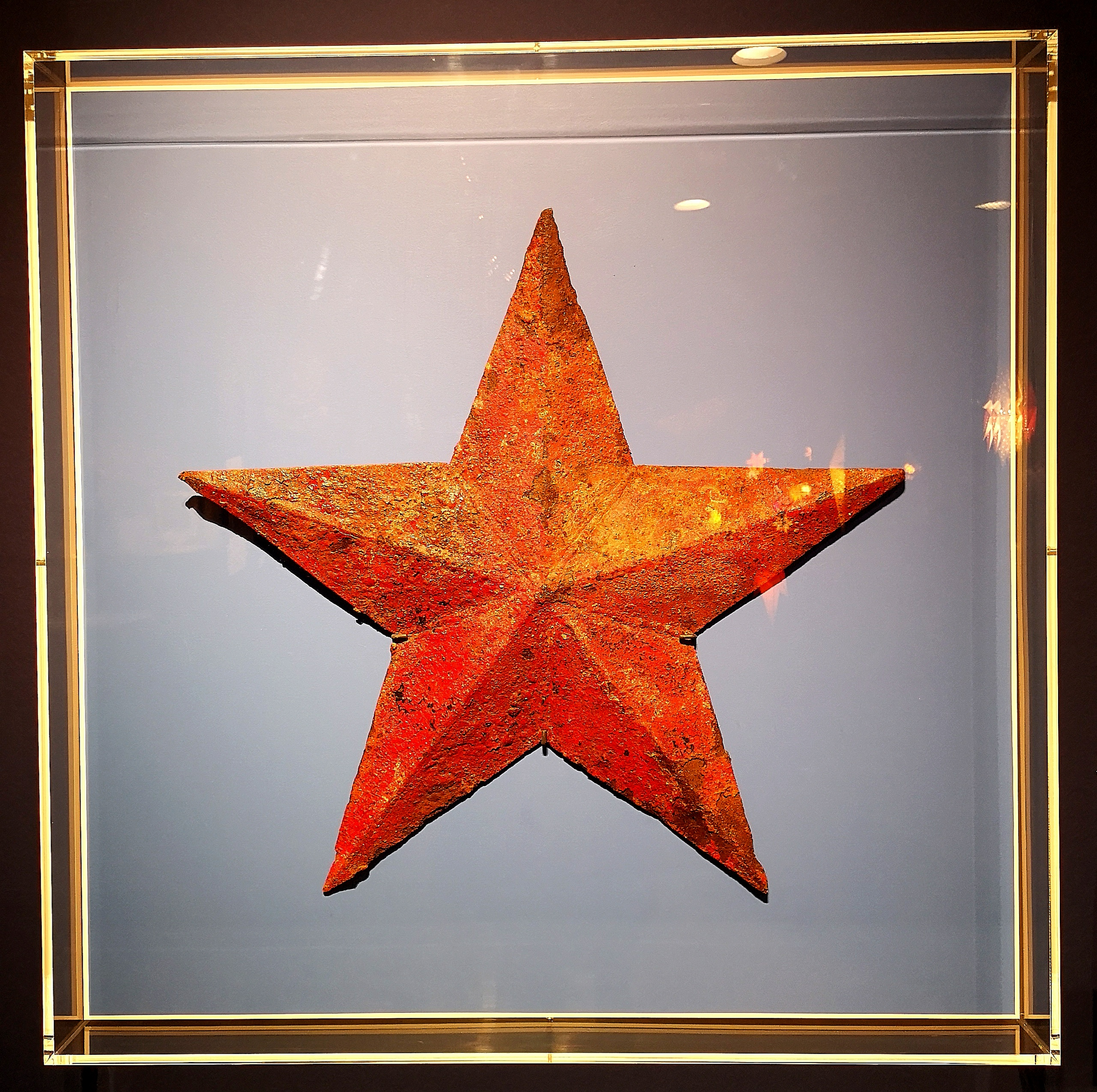
Sowjetstern in der Ausstellung Sterne 2018 im Museum Europäischer Kulturen in Berlin-Dahlem

Im Jahr 1908 erschien der Roman Der rote Stern von Alexander Bogdanow, der im Vorfeld der Oktoberrevolution von 1917 großen Einfluss hatte und als erste bolschewistische bzw. kommunistische Utopie gilt.
Die Soldaten der Roten Garde und die der Roten Armee trugen einen roten Stern auf der Kopfbedeckung. In der Sowjetunion wurde 1920 ein Luftschiff Krasnaja Swesda (russisch für Roter Stern) getauft. Auch die vom damaligen sowjetischen Verteidigungsministerium seit 1924 herausgegebene Zeitung trug den Namen Roter Stern, welcher noch immer von der mittlerweile russischen Militärzeitung verwendet wird.
Die terroristische Vereinigung Rote Armee Fraktion bediente sich ebenfalls eines entsprechenden Zeichens. Die sozialrevolutionäre EZLN nutzt einen roten Stern auf schwarzem Grund als Erkennungszeichen.
Einige Fußballvereine tragen bzw. trugen Roter Stern in ihrem Namen, u. a. seit dem 19. Jahrhundert Red Star Paris, aber auch Roter Stern Belgrad, Roter Stern Leipzig und Roter Stern Brünn.
Auch die niederländische Brauerei Heineken, die italienische Mineralwassermarke San Pellegrino, die Daimler-Tochter Western Star Trucks und die Software-Firma Mozilla verwenden den roten Stern als Symbol – allerdings ohne Bezug zum Kommunismus. Im Falle von Mozilla wird der Stern meist mit einem Godzilla-ähnlichen Drachen oder dem Buchstaben „M“ im Inneren abgebildet. Das Logo sollte damit die revolutionären Bestrebungen des Projektes im zeitweise fast monopolistischen Browser-Markt verdeutlichen. Der heutige Stroemfeld Verlag trug früher den Namen Roter Stern (gegründet 1970). Auch heute noch wird der Ausdruck Stroemfeld/Roter Stern benutzt.

## Orden
Es existierte ein sowjetischer Orden des Roten Sterns, welcher 1929 gestiftet wurde.
Dieser wird auf der rechten Seite der Brust getragen.

## Verbot
Seit dem Zerfall des Ostblocks wurde der rote Stern in einigen Ländern aus dem öffentlichen Leben verbannt.

## Form
Der Rote Stern hat die mathematische Form eines Pentagramms. Als erhöhte Version (dreidimensional) entspricht er einem Detail des Großen Dodekaeders.

Pentagramm
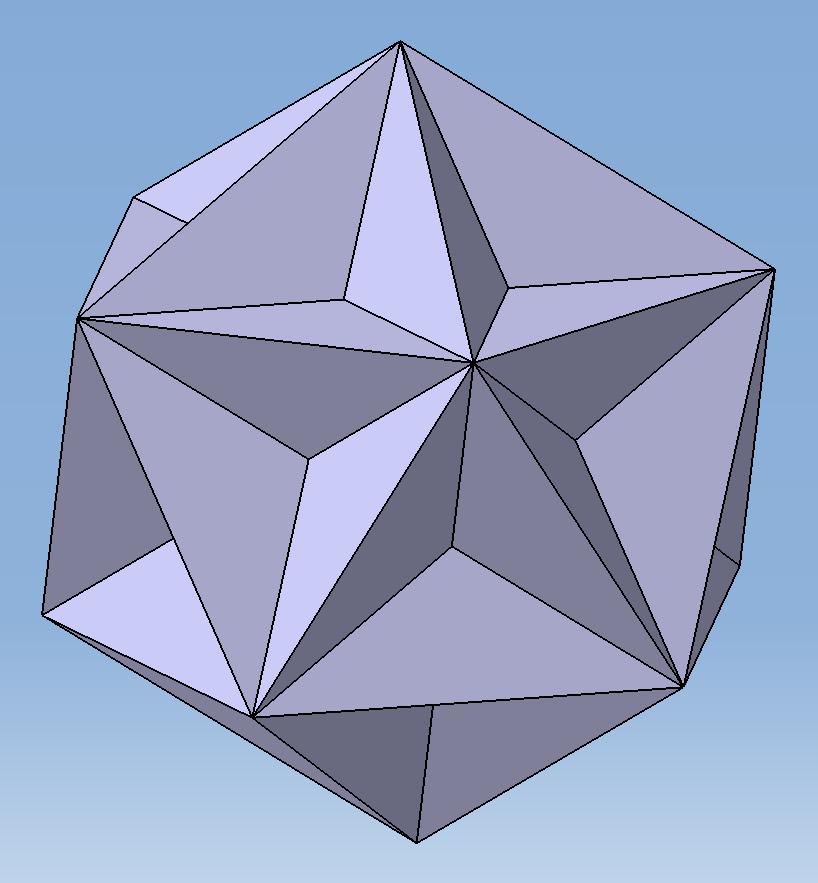
Großes Dodekaeder

## Beispiele

Flagge der Sowjetunion
Flagge Nordkoreas
Flagge der Sozialistischen Föderativen Republik Jugoslawien
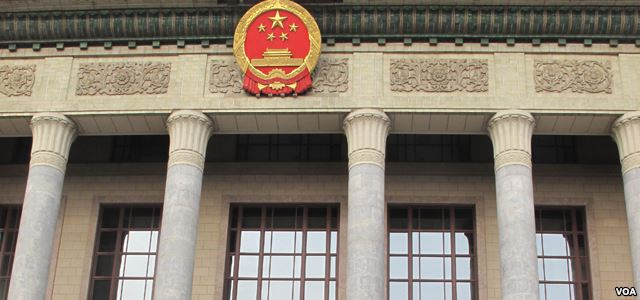
Medaillon an der Großen Halle des Volkes in Peking

Wappen der Sowjetunion
Wappen der Volksrepublik Ungarn
Wappen der Sozialistischen Republik Rumänien
Wappen der Volksrepublik Bulgarien
Wappen der Demokratischen Volksrepublik Korea
Wappen der Sozialistischen Föderativen Republik Jugoslawien
Wappen der Tschechoslowakischen Sozialistischen Republik
Wappen der Republik Mosambik
Wappen von Belarus

Logo der Rote Armee Fraktion
Firmenlogo von Macy’s
Flagge der EZLN in Mexico
Logo der Brauerei Heineken
Logo der Brauerei Sternburg
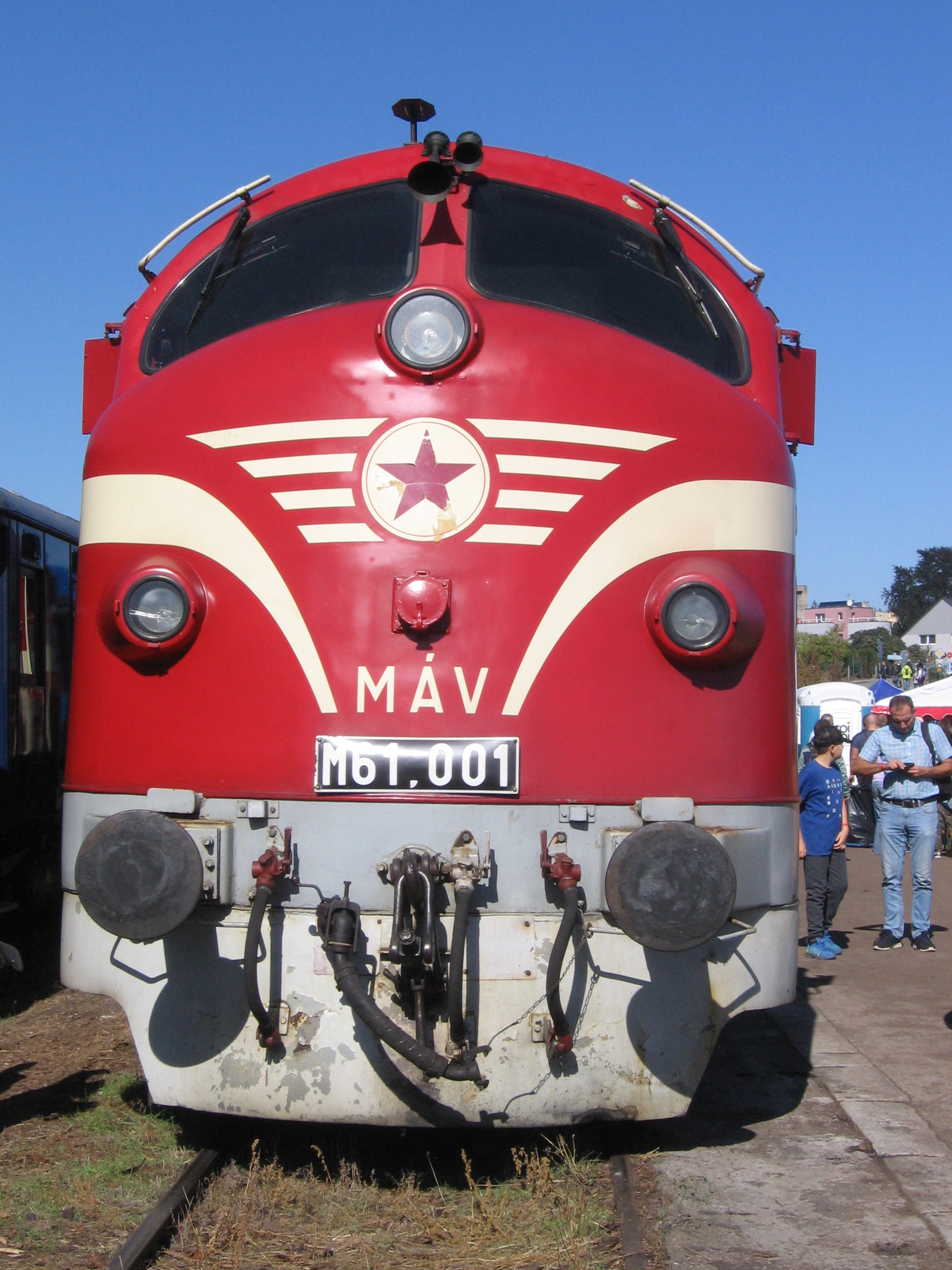
Ungarische Lokomotive
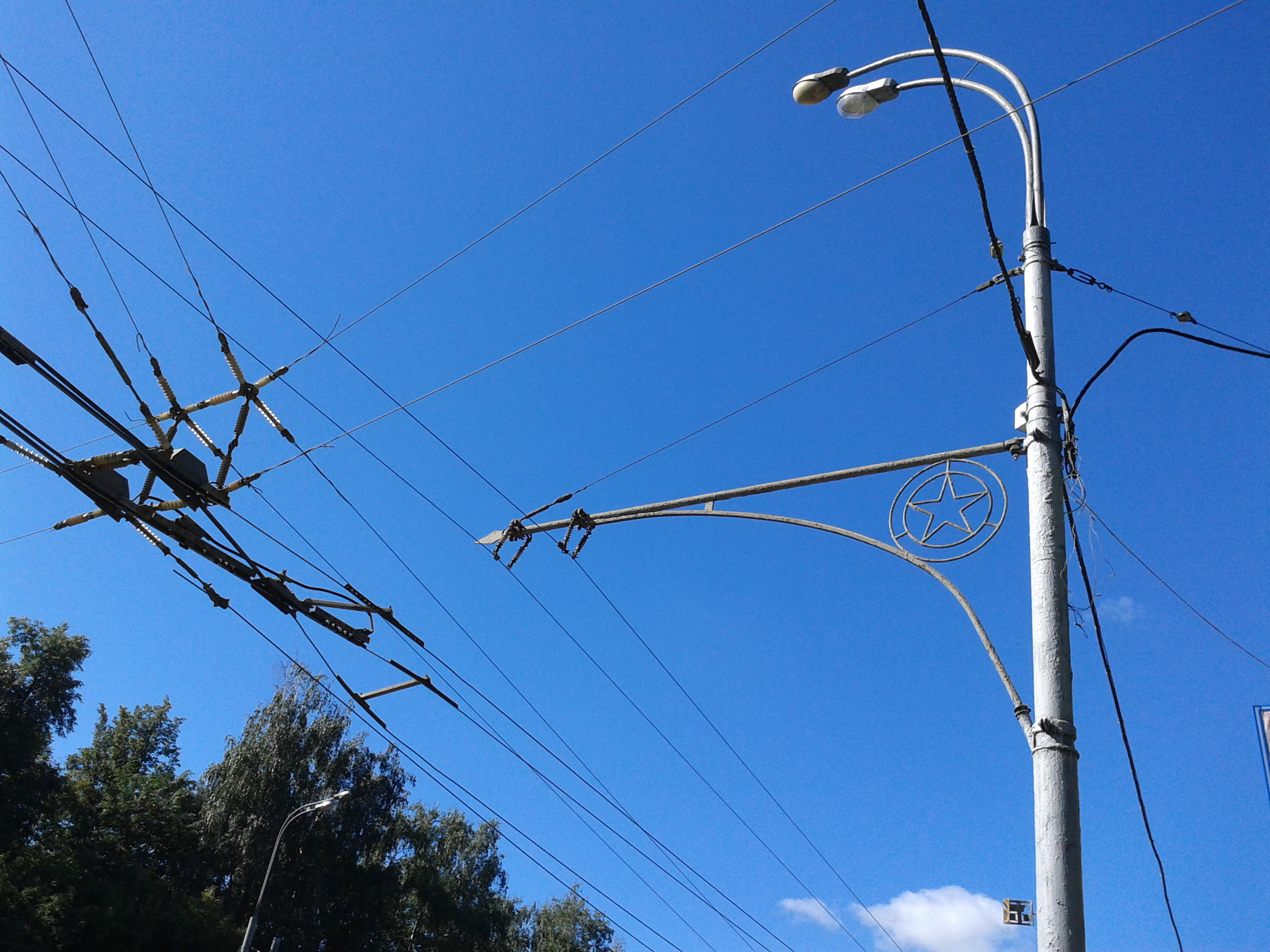
Oberleitungsbus-Mastausleger in Moskau

Lone Star Flag der kalifornischen Revolution von 1836 gegen die mexikanische Herrschaft
Flagge Kaliforniens mit Stern in Old Glory Red (#9E1A36)
Flagge Panamas; blau und rot stehen für konservative und liberale Partei
White Ensign Neuseelands, Staatsflagge und -wappen zeigen 4 rote Sterne auf weißem Grund
Flagge des Districts of Columbia zeigt drei rote Sterne auf weißem Grund
Estelada Groga, eine der Fahnen, die für die Unabhängigkeit Kataloniens werben und sich für ein unabhängiges sozialistisches Katalonien einsetzen